# تل‌ریگی (زرین‌دشت)
تل ریگی، روستایی از توابع بخش مرکزی شهرستان زرین‌دشت در استان فارس ایران است.

## جمعیت
این روستا در دهستان خسویه قرار دارد و براساس سرشماری مرکز آمار ایران در سال ۱۳۸۵، جمعیت آن ۸۸۷ نفر (۱۹۷خانوار) بوده‌است.